# Crystal (Nou Mèxic)
Crystal (navaho Tóniłtsʼílí) és una concentració de població designada pel cens dels Estats Units a l'estat de Nou Mèxic. Segons el cens del 2000 tenia 347 habitants.

## Demografia
Segons el cens del 2000, Crystal tenia 347 habitants, 100 habitatges, i 77 famílies. La densitat de població era de 30,4 habitants per km².
Dels 100 habitatges en un 41% hi vivien nens de menys de 18 anys, en un 44% hi vivien parelles casades, en un 27% dones solteres, i en un 23% no eren unitats familiars. En el 21% dels habitatges hi vivien persones soles el 8% de les quals corresponia a persones de 65 anys o més que vivien soles. El nombre mitjà de persones vivint en cada habitatge era de 3,47 i el nombre mitjà de persones que vivien en cada família era de 4,1.
Per edats la població es repartia de la següent manera: un 38% tenia menys de 18 anys, un 10,4% entre 18 i 24, un 26,8% entre 25 i 44, un 17,6% de 45 a 60 i un 7,2% 65 anys o més.
L'edat mediana era de 27 anys. Per cada 100 dones de 18 o més anys hi havia 83,8 homes.
La renda mediana per habitatge era de 24.722 $ i la renda mediana per família de 13.906 $. Els homes tenien una renda mediana de 31.023 $ mentre que les dones 16.250 $. La renda per capita de la població era de 7.002 $. Aproximadament el 54,7% de les famílies i el 54,1% de la població estaven per davall del llindar de pobresa.
Segons el cens dels Estats Units del 2010 el 97,98% són nadius americans i l'1,73% blancs. El 2,59% de la població són hispànics.

## Poblacions més properes
El següent diagrama mostra les poblacions més properes.